# مقاطعة فيليبس (كولورادو)
مقاطعة فيليبس (بالإنجليزية: Phillips County)‏ هي إحدى مقاطعات ولاية كولورادو في الولايات المتحدة الأمريكية.